# Comunità di sammarinesi all'estero
Lista di tutte le comunità di sammarinesi all'estero riconosciute dal Consiglio dei XII, divise stato per stato con indirizzo, presidente e soci e eventuale periodico. I sammarinesi all'estero sono circa 17.000, di cui circa 6.695 iscritti alle comunità sammarinesi a fronte di 30.231 sammarinesi residenti a San Marino. Le comunità di sammarinesi all'estero sono rappresentate in una Consulta per mantenere i collegamenti tra le diverse comunità e le istituzioni sammarinesi.

## Italia
Le comunità di sammarinesi raccolgono 2.517 sammarinesi che sono la quasi totalità di quelli residenti in Italia sono divisi in 10 comunità, la più grande è quella di Roma con quasi 600 iscritti (significa che un sammarinese in Italia su 4 abita a Roma).
- Gente del Titano - Associazione tra Cittadini Sammarinesi di Rimini
  - soci: 480
  - sede: C/O presso Consolato della Repubblica di San Marino - Corso d'Augusto, 14 - 47900 Rimini
  - presidente: Giovanni Bologna
  - riconosciuta dal Consiglio dei XII il 2 luglio 1980
- Comunità Sammarinese di Ravenna
  - soci: 409
  - sede: via G. Rasponi, 8 - 48100 Ravenna
  - presidente: Maurizio Ciavatta
  - riconosciuta dal Consiglio dei XII il 15 aprile 1980
- Collettività Sammarinese dell'Emilia
  - soci: 162
  - sede: Largo Molina, 6 40138 Bologna
  - presidente: Dott. Alessandro Lombardi
  - riconosciuta dal Consiglio dei XII l'8 febbraio 1983
- Fratellanza Sammarinese Comunità della Liguria
  - soci: 432
  - sede:  Salita Salvatore Viale, 1 / 16 - 16128 Genova
  - presidente: Marina Carla Barulli
  - periodico: Il Montale
  - sito web: https://fratellanzarsmliguria.org
  - riconosciuta dal Consiglio dei XII il 2 luglio 1980
- Comunità Sammarinese di Milano
  - soci: 176
  - sede: via Melegnano 2 - 20122 Milano
  - presidente: Anna Bonelli
  - riconosciuta dal Consiglio dei XII il 22 settembre 1981
- Associazione Sammarinese del Montefeltro
  - soci: 251
  - sede: via G. Marconi, 5 - 47863 Novafeltria (RN)
  - presidente: Stefano Cervellini
  - riconosciuta dal Consiglio dei XII il 7 marzo 1991
- Comunità Sammarinese del Piemonte e Valle d'Aosta
  - soci: 98
  - sede: via Piacenza, 6 - 10127 Torino
  - presidente: Franca Anastasi Giusti
  - riconosciuta dal Consiglio dei XII il 23 settembre 1980
- Fratellanza Sammarinese di Roma
  - soci: 599
  - sede: via B. Bardanzellu, 77 - 00155 Roma
  - presidente: Federico Maria Fattori
  - riconosciuta dal Consiglio dei XII il 15 aprile 1980
- Comunità Sammarinese della Toscana
  - soci: 75
  - sede: Via S. Michele a Castello, 28 - 50141 Firenze
  - presidente: Anna Maria Neri Ceccoli
  - riconosciuta dal Consiglio dei XII il 22 aprile 1988
- Comunità Sammarinese del Veneto
  - soci: 54
  - sede: Via S. Giovanni Bosco, 6 - 35142 Padova
  - presidente: Elisabetta Nicolini
  - riconosciuta dal Consiglio dei XII il 26 giugno 1984

## Francia
I sammarinesi residenti in Francia sono circa 1.466 divisi in 5 comunità, la comunità più grande è quella di Parigi con quasi 700 iscritti cioè quasi la metà della comunità.
- Associazione Sammarinese d'Aquitania
  - soci: 116
  - sede: Font-Close - 24190 Saint-Germain-du-Salembre
  - presidente: Gérard Gualandi
  - riconosciuta dal Consiglio dei XII il 22 ottobre 1992
- Comunità dei Sammarinesi dell'Alsazia e della Lorena
  - soci: 68
  - sede: 50, Rue de Tournaille - 57300 Ay-sur-Moselle
  - presidente: Gilbert Muccioli
  - riconosciuta dal Consiglio dei XII il 23 marzo 1994
- Associazione della Repubblica di San Marino a Grenoble
  - soci: 472
  - sede: 10, Rue de Belgrade - 38000 Grenoble
  - presidente: Christian Mazza
  - riconosciuta dal Consiglio dei XII il 23 settembre 1980
- Associazione dei Sammarinesi dell'Est della Francia
  - soci: 117
  - sede: 10, Rue de la Gare - 57390 Audun-le-Tiche
  - presidente: Maryse Mularoni Chamagne
  - riconosciuta dal Consiglio dei XII il 13 gennaio 1981
- Comitato d'Assistenza Sammarinese C.O.S.M.A. a Parigi
  - soci: 693
  - sede: 50, Rue du Colisèe - 75008 Parigi
  - presidente: Jean Claude Boschi
  - riconosciuta dal Consiglio dei XII l'11 novembre 1980

## Belgio
In Belgio c'è solo una comunità con 51 aderenti, quasi tutta la comunità sammarinese.
- Fratellanza Sammarinese in Belgio
  - soci: 51
  - sede: 2b, Rue Keuwet - 7100 La Louvière
  - presidente: Giovanni Rossi
  - riconosciuta dal Consiglio dei XII il 22 settembre 1981

## Argentina
La comunità sammarinese in Argentina conta 1.041 aderenti divisi in 6 comunità. La comunità più grande è quella di Pergamino che conta circa 450 aderenti, cioè un sammarinese d'Argentina su due.
- Comunità Sammarinese dell'Argentina Centrale
  - soci: 75
  - sede: Rua 9 de Julio, 157 - 2583 General Baldissera
  - presidente: Jorge Alberto Santi
  - riconosciuta dal Consiglio dei XII il 22 ottobre 1992
- Comunità Sammarinese Cordoba Capital
  - soci: 121
  - sede: Rua Lopez y Planes,3954 - 5006 Altamira
  - presidente: Viviana Daniela Gennari
  - riconosciuta dal Consiglio dei XII il 28 giugno 1994
- Associazione Sammarinese di Cuyo
  - soci: 60
  - sede: Cambiaggi 8944, c.p. 5533 Colonia Segovia - Guaymallen
  - presidente: Juan Alberto Ghiotti
  - riconosciuta dal Consiglio dei XII il 28 giugno 1994
- Associazione Sammarinese dell'Argentina (Jujuy)
  - soci: 181
  - sede: Casilla de Correo, 70 - 4608 Ciudad Perico
  - presidente: Iolanda Berno Macina
  - riconosciuta dal Consiglio dei XII il 27 marzo 1985
- Comunità dei Residenti della Repubblica di San Marino in Patagonia
  - soci: 147
  - sede: Periodistas Argentinos, 790 – 8500 Viedma
  - presidente: Patricia Pia Simbeni
  - riconosciuta dal Consiglio dei XII il 5 maggio 1992
- Associazione dei Residenti del Centro Est dell'Argentina
  - soci: 456
  - sede: (Pergamino) Alvear, 2326 – 2700 Pergamino
  - presidente: Elva Beatriz Massoni Righetti
  - riconosciuta dal Consiglio dei XII il 22 ottobre 1992

## Stati Uniti

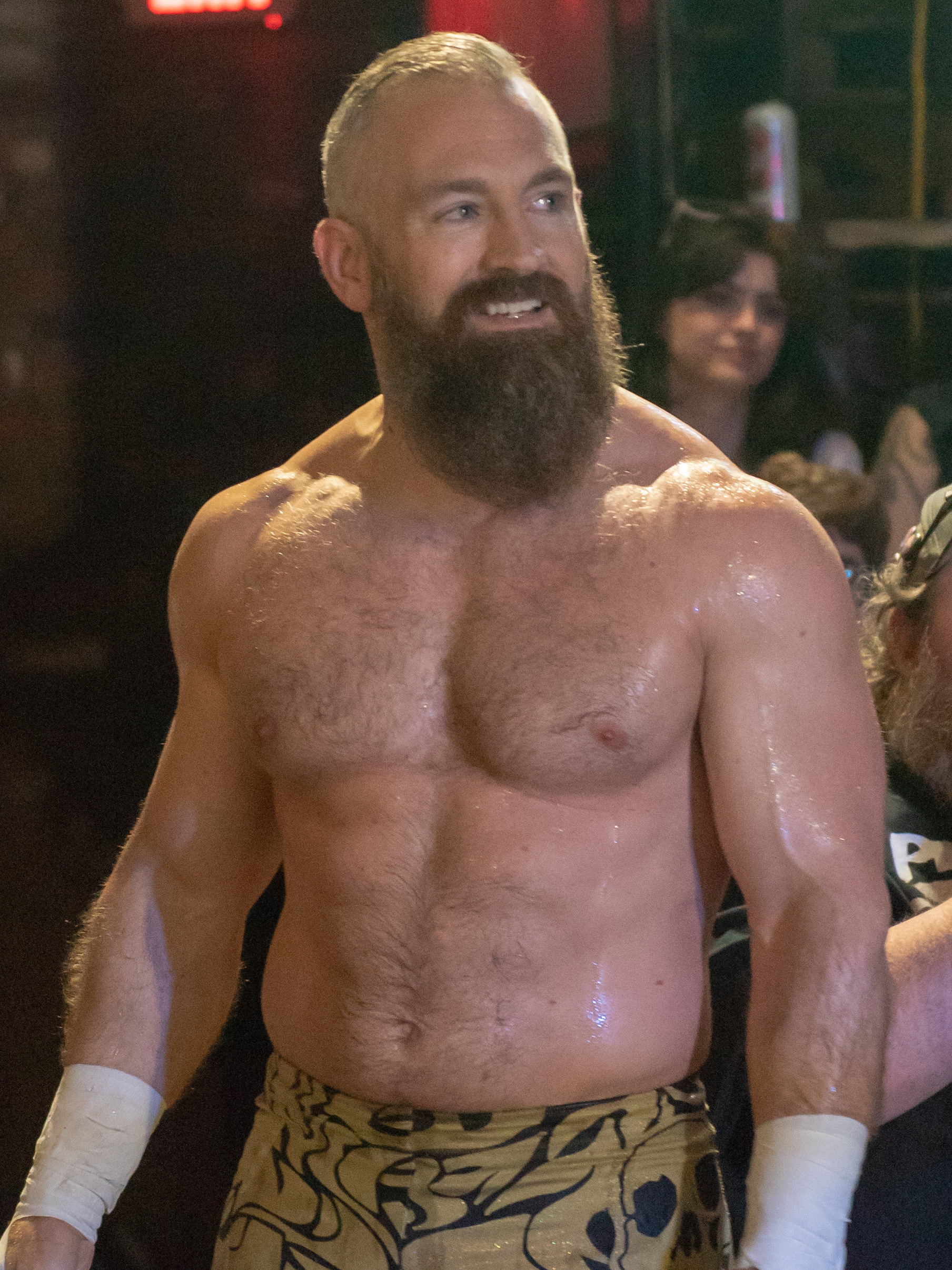
Il wrestler statunitense Matt Capiccioni, originario di San Marino da parte del nonno paterno, possiede la doppia cittadinanza.

Negli Stati Uniti sono iscritti alla comunità 1.620 sammarinesi divisi in due comunità, di cui ben 1141 iscritti alla comunità di Detroit che ne fanno la più grande comunità sammarinese all'estero.
- Comunità Sammarinese di Detroit
  - soci: 1141
  - sede: 1685 East Big Beaver Road - Troy, Michigan
  - presidente: Marie Theresa Maiani Giulianelli
  - riconosciuta dal Consiglio dei XII il 2 luglio 1981
- Fratellanza Sammarinese di New York
  - soci: 479
  - sede: 186 Lehrer Avenue – Elmont L.I. 11003 New York
  - presidente: Giuliano Terenzi
  - riconosciuta dal Consiglio dei XII il 2 luglio 1980